# Peter Mollez
Peter Mollez (23 september 1983) is een voormalig Belgisch voetballer die dienstdeed als doelman.
Bij KV Kortrijk in het seizoen 2006-07 begon Vandoorne als eerste doelman en zat Mollez op de bank tot en met de zevende speeldag. Vanaf de achtste speeldag was Mollez de basisdoelman. Het volgende seizoen 2007-08 speelde hij elke wedstrijd, behalve de laatste bij Beveren waar zijn doublure Kristof Van Hout mocht debuteren in de competitie.
In de zomer van 2009 ging Mollez naar FCV Dender EH. Hij was einde contract bij KV Kortrijk. Mollez begon het seizoen bij Dender als eerste doelman.
Vanaf het seizoen 2013-2014 kwam hij uit voor fusieploeg VK Westhoek, nog herstellende van een blessure. Hij liep na een relatief goede periode een nieuwe blessure op, een scheur in zijn achillespees.